# Культурно-технологический обмен
Культурно-технологический обмен — процесс взаимодействия отдельных народов, стран, цивилизаций с помощью различных связей — торговля, браки, войны, объединение, и ведущий к взаимопроникновению достижений культуры, науки и технологии в эти территориальные образования.